# Carl Gosling

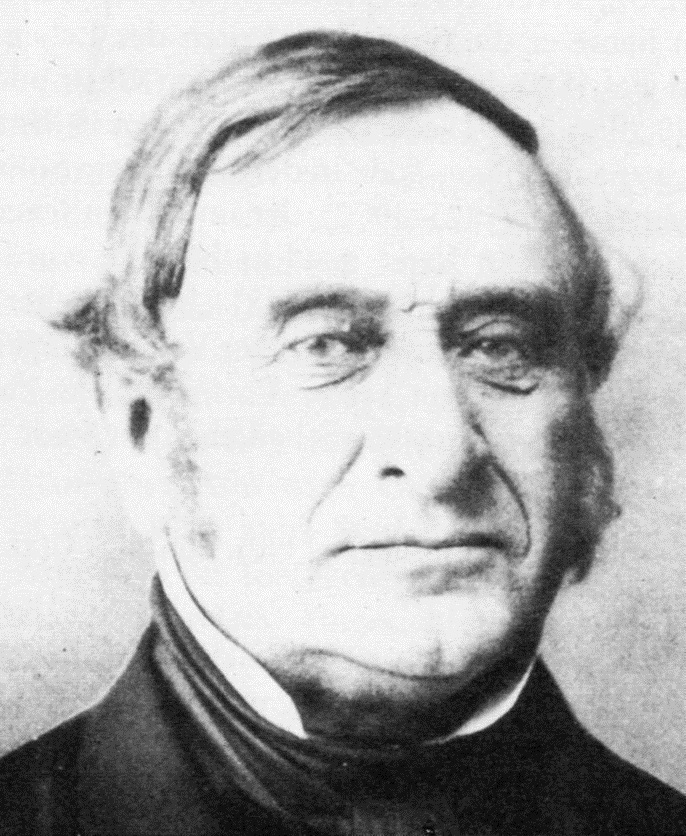
Carl Gosling, um 1865

Carl Hermann Gosling (* 23. Oktober 1798 in Osnabrück; † 21. Februar 1876 in Osnabrück) war ein Kaufmann, Spirituosenfabrikant und Senator der Stadt Osnabrück.

## Familie
Carl Gosling war ein Sohn des Osnabrücker Kaufmanns Johann Bernhard Wilhelm Gosling (1772–1829) und seiner Ehefrau Anna Margarete Ehmbsen (1776–1850). Er heiratete am 8. Dezember 1822 in Osnabrück Charlotte Wüste (1776–1850). Ihr Sohn Hermann Gosling (1823–1900), verheiratet mit Anna Kemper (1830–1902), folgte seinem Vater in der Führung des Unternehmens. Gosling war verwandt mit Johannes von Miquel.

## Leben

### Biographie
Gosling besuchte das Ratsgymnasium Osnabrück. Nach einer kaufmännischen Lehre in Hamburg volontierte Gosling in Bremen und begann dort mit Experimenten zum Seifekochen. Es folgten einige Semester Studium in Berlin und eine Bildungsreise, auf der er verschiedene Handelshäuser besuchte. 1821 trat er in die Firma seines Vaters ein, die eine Branntweinbrennerei und Likörfabrik sowie eine Seifensiederei betrieb. 1831 gründete Carl Gosling seine eigene Firma unter dem Namen Carl Gosling. Nach Aufstellung einer der neuen Dampfmaschinen 1846 betrieb er zusätzlich einen Mühlenbetrieb mit Mehlhandel.

### Kommunalpolitisches Engagement und Ämter
1834/35 wurde Gosling als Altermann in die Bürgerschaft gewählt und folgte 1846 Gerhard Friedrich Wagner als Senator der Stadt Osnabrück. 1849/50 vertrat er Handel und Gewerbe Osnabrücks in der ersten Kammer der hannoverschen Ständeversammlung. Er plädierte für die Angliederung Hannovers an Preußen und die Berücksichtigung Osnabrücks beim Bau der Eisenbahnlinie nach Oldenburg. Gosling war der erste Vorsitzende des 1866 gegründeten Osnabrücker Handelsvereins, aus dem 1871 die Handelskammer hervorging, deren erster Präsident er war.

### Soziales und künstlerisches Engagement

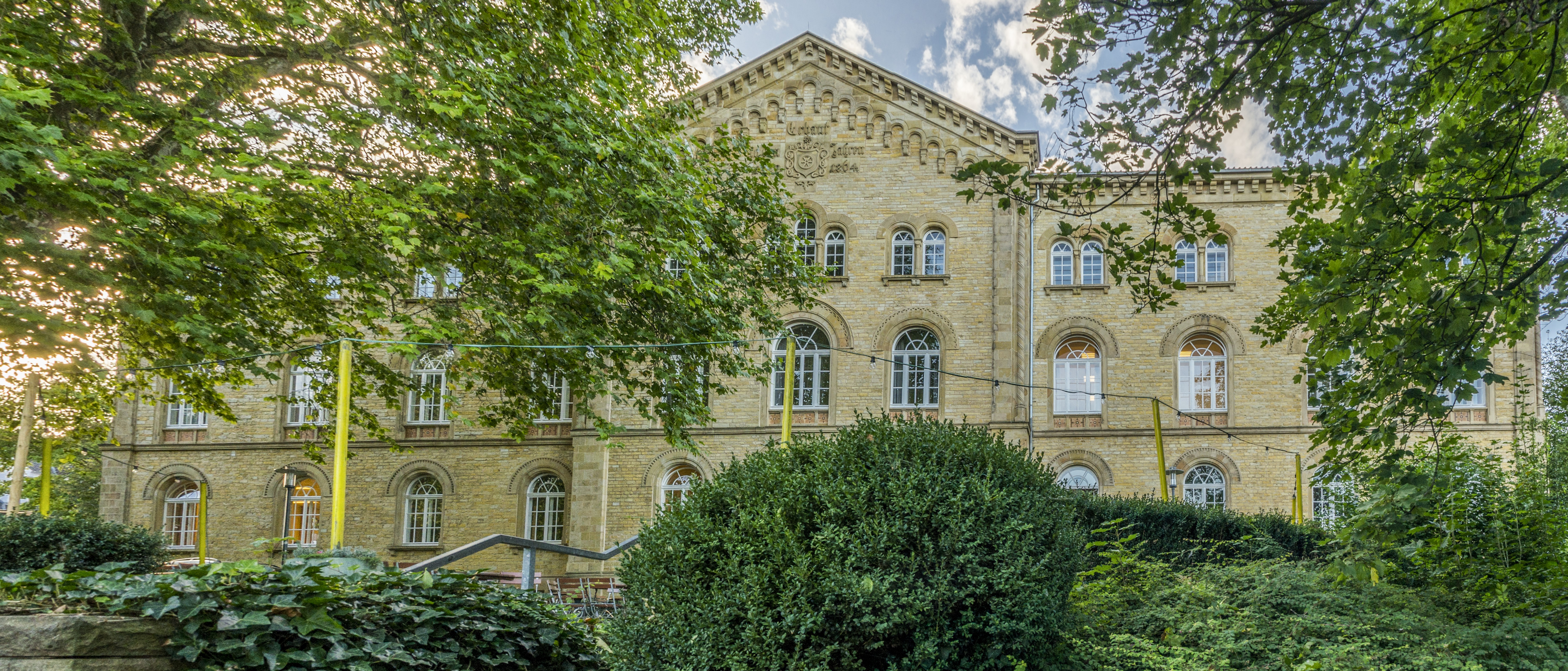
Ehemaliges Stadtkrankenhaus am Westerberg (1862–1864 erbaut)

1820 rief Gosling den ersten gemischten Chor der Stadt und 1829 die alte Liedertafel ins Leben. Er war seit 1865 in der Verwaltung des neuen Stadtkrankenhauses, dem er eine Stiftung widmete.
Carl Gosling ist auf der imposanten Familiengrabstätte auf dem Hasefriedhof beerdigt. Das Archiv der Firma Gosling und darin der Nachlass von Carl Gosling ist im Niedersächsischen Landesarchiv (Abteilung Osnabrück) archiviert.

### Einordnung von Gosling Wirken
Birgit Panke-Kochinke schreibt: „Vorsichtige Expansion auf Grundlage einer traditionelle Handlung erlaubte Carl Gosling den Sprung in eine moderne Wirtschaftspraxis, die ihn zu einem der wohlhabendsten Bürger der Stadt Osnabrück machte. Die Beibehaltung traditioneller bürgerlicher Tugenden in der Ergänzung durch neue Wirtschaftstugenden begründeten seinen Erfolg. Eingebunden in ein soziales und gesellschaftliches Netz von Kontakten gingen seine Bestrebungen dahin, den politischen Raum so zu erweitern, dass der Handel nicht mehr durch Zollgrenzen und kleinstaatliche Interesspolitik behindert wurde. […] Dieses politische Engagement war für die anvisierte wirtschaftliche Expansion überlebensnotwenig.“

## Ehrungen
- 1868 Roter Adlerorden IV. Klasse[5]

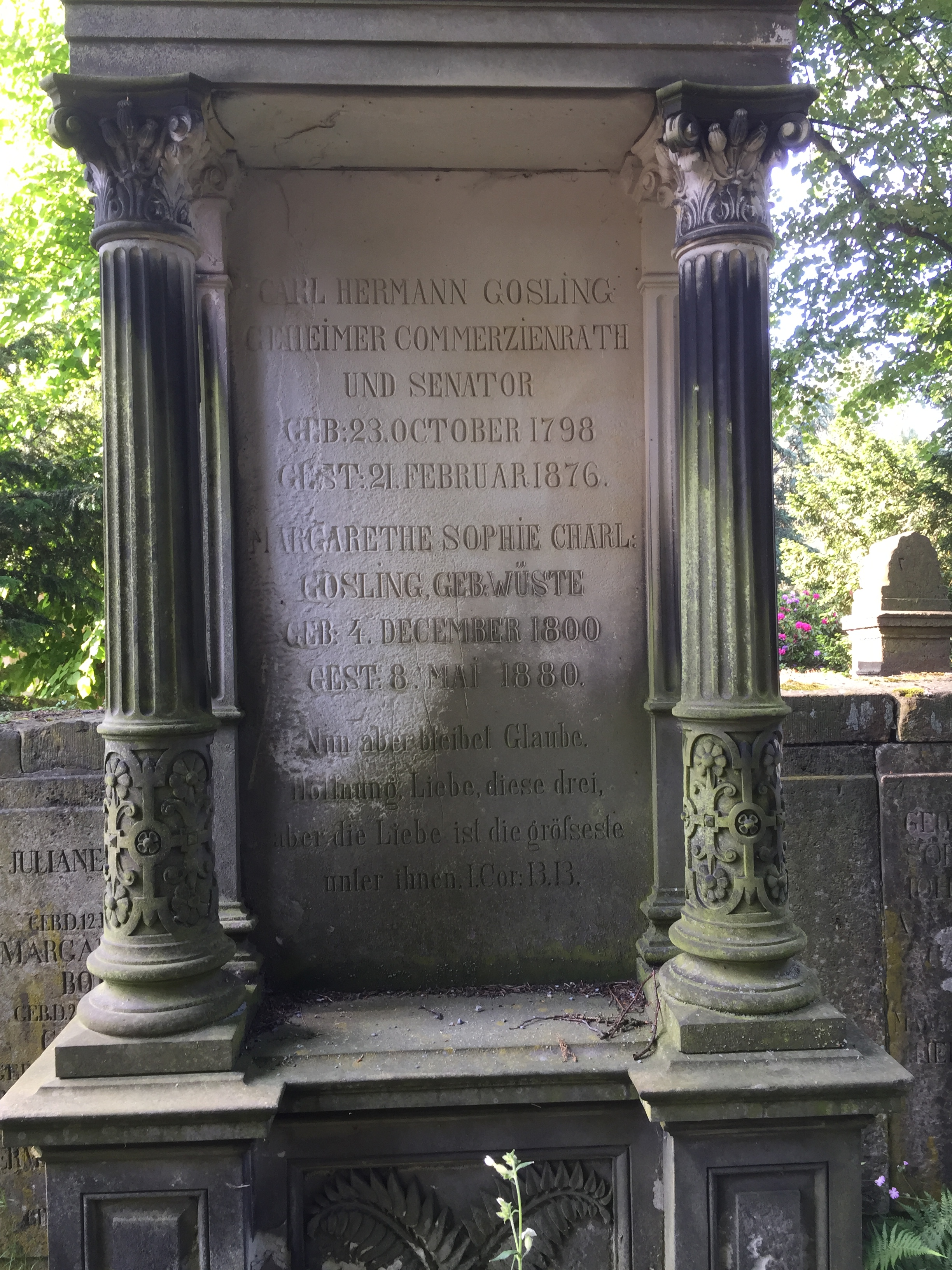
Grabstein von Carl Hermann Gosling auf dem Hasefriedhof

- Die Stadt Osnabrück benannte den Carl-Hermann-Gosling Platz nach ihm.